# Großherzoglich Badisches Gendarmeriekorps

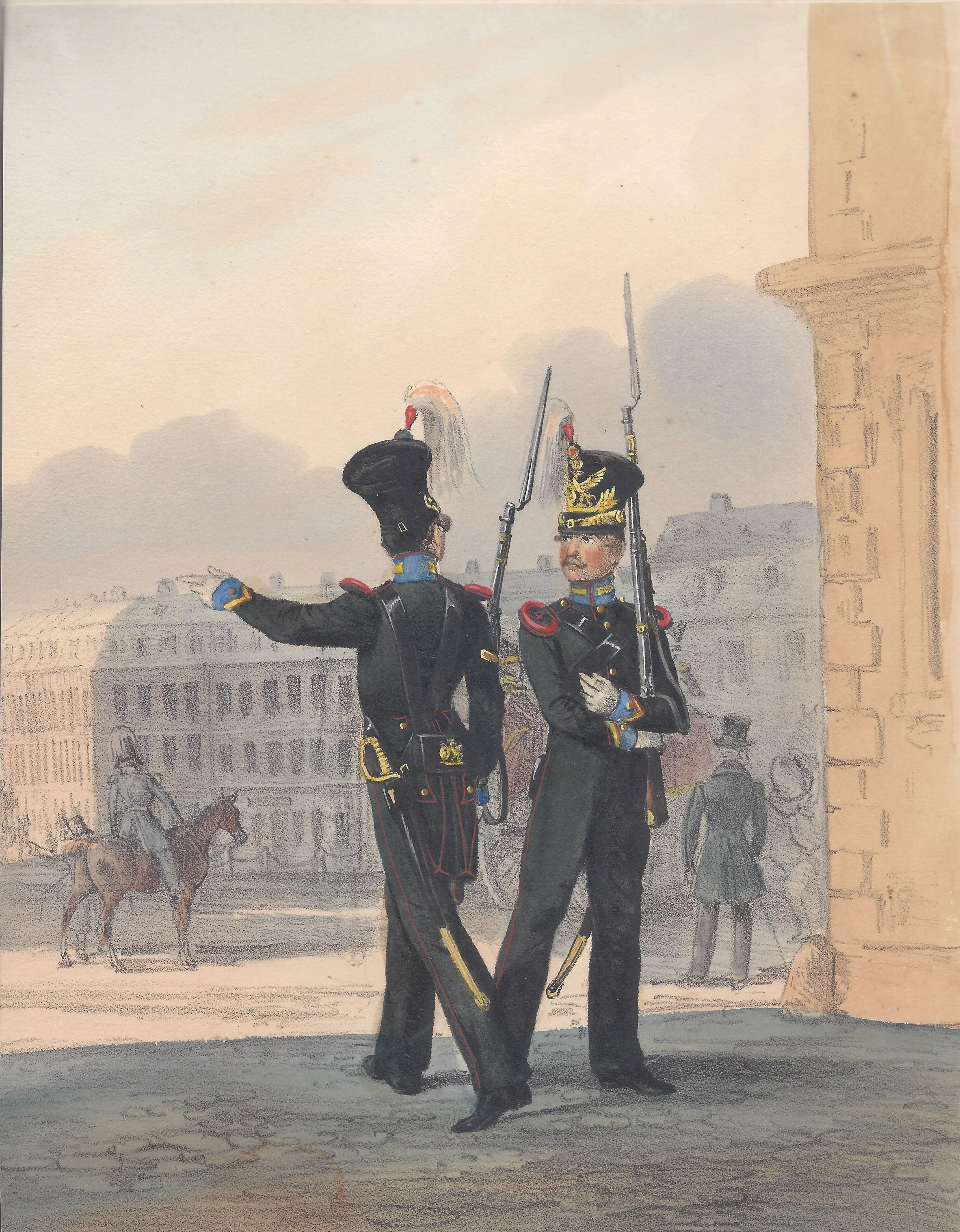
Baden Eckert Gendarmerie Brigadier Gendarme

Das Großherzoglich Badische Gendarmeriekorps bildete von 1829 bis 1918 die Gendarmerie des Großherzogtums Baden. Bis zur Militärkonvention mit dem Königreich Preußen am 25. November 1870 war es Teil der Badischen Armee, danach unterstand es ausschließlich dem Innenministerium in Karlsruhe, wo sich auch der Sitz des Korpskommandos befand. Letzter Kommandeur war von 1905 bis März 1919 Generalmajor August Anheuser (1846–1933).

## Geschichte
Im Vergleich zu anderen deutschen Bundesstaaten, deren Gendarmerien in der Regel in den 1810er Jahren nach dem Vorbild der französischen Gendarmerie impériale gegründet worden waren (z. B. Königreich Preußen und Königreich Bayern 1812, Königreich Hannover 1815, Großherzogtum Oldenburg 1817) erfolgte die Einrichtung des badischen Korps relativ spät.
Um 1900 existierten als weitere badische Polizeibehörden die so genannte Staatspolizei in den Städten Mannheim, Heidelberg, Karlsruhe, Pforzheim, Rastatt, Baden, Freiburg im Breisgau und Konstanz. Sie unterstand nicht den lokalen Behörden, sondern wie die Gendarmerie dem Innenministerium. Die Gemeindepolizeien der (Klein)Städte und Gemeinden unterstanden hingegen dem örtlichen Bürgermeister.

### Gründung
Aufgestellt wurde das Korps durch eine Verfügung Großherzog Ludwigs vom 1. Dezember 1829. Vorausgegangen war ein großherzogliches Edikt vom 3. Oktober:
Die stete Sorgfalt für eifrige Handhabung der öffentlichen Ruhe und Ordnung und Sicherheit im Innern des Großherzogthums haben Uns daher bewogen, zu diesem Zwecke ein eigenes bewaffnetes, militärisch organisirtes Corps unter der Bezeichnung „Gendarmerie–Corps“ zu errichten.
Am 31. Dezember 1831 erließ Ludwigs Nachfolger Großherzog Leopold mit Zustimmung der Badischen Ständeversammlung ein „Gesetz über die Gendarmerie“, in dem u. a. das Verhältnis zu den Zivil- und Militärbehörden eindeutig geregelt wurde.
Danach unterstand das Korps in allen dienstlichen Belangen ausschließlich dem Innenministerium und war keiner anderen zivilen Behörde untergeordnet. Obwohl Teil der Armee, hatten Militärdienststellen keinerlei Befehlsgewalt über das Korps. Allerdings war die Gendarmerie verpflichtet, Ersuchen der Justiz- und Verwaltungsbehörden umgehend nachzukommen, wobei die Verantwortung für die rein juristische Ausführung der Ersuchen allein bei der anfordernden Behörde lag. Ausdrücklich wurde in § 20 darauf hingewiesen, dass die Zivilbehörden keinerlei Recht besaßen, die Gendarmen für Botengänge oder andere sachfremde Tätigkeiten zu verwenden. Die Gendarmerie-Offiziere hatten den Auftrag, eine derart missbräuchliche Verwendung zu verhindern.
Bei einem gemeinsamen Einsatz mit der Armee hatten im Fall desselben Dienstgrades Gendarmerie-Offiziere den Oberbefehl. Bei einem gemeinsamen Einsatz unter der Führung eines ranghöheren Armee-Offiziers sollte dieser die Anträge des Gendarmerie-Offiziers berücksichtigen. Gendarmen entsprachen vom Dienstgrad dem Korporal der Armee, Brigadiers dem der Sergeanten, Wachtmeister dem der Wachtmeister bzw. Feldwebel der Armee, hatten jedoch bei gemeinsamen Einsätzen Vorrang vor diesen. Grundsätzlich unterstanden die Gendarmen der Militärgerichtsbarkeit. Diese Regelung bestand vermutlich mindestens bis 1870, möglicherweise bis zum Ende der Monarchie 1918.

### Struktur
Die Stärke des Korps betrug anfänglich 248 Mann, wuchs jedoch bis Ende des Ersten Weltkriegs 1918 auf 560 Gendarmen an. Analog zu den 1829 bestehenden sechs Kreisen Badens war es bei seiner Gründung in sechs Divisionen aufgeteilt, die wiederum aus mehreren Gendarmerie-Brigaden bestanden. Eine Gendarmerie-Brigade setzte sich, wie in Frankreich und anderen deutschen Bundesstaaten, in der Regel aus einem Brigadier und vier Gendarmen zusammen.
Als Teil der badischen Armee unterstand das Korps sowohl dem Kriegsministerium als auch dem Ministerium des Innern (siehe unten). Geführt wurde es vom Korps-Kommandeur, einem Major, Oberstleutnant, Oberst oder General. Die Distriktchefs hatten den Rang eines Hauptmanns oder Oberstleutnants.
Eine einschneidende Veränderung in der Korps-Struktur ergab sich durch die Militärkonvention Badens mit Preußen 1870, durch die die Selbständigkeit der badischen Armee endete, die in die Preußische Armee integriert wurde. Da der militärische Status der Gendarmerie unverändert blieb, bildete sie ab diesem Zeitpunkt das einzige badische Militär und unterstand weiterhin dem Großherzog. Diese Regelung entsprach den Verhältnissen in anderen deutschen Bundesstaaten ohne selbständiges Militär, so z. B. im Großherzogtum Oldenburg mit seinem Großherzoglichen Gendarmeriekorps.
Voraussetzung für den Eintritt des Korps war 1829 eine mindestens sechsjährige Militärdienstzeit bei tadelloser Führung sowie Kenntnisse im Lesen, Schreiben und Rechnen. Das Einstellungsalter lag zwischen 25 und 36 Lebensjahren.

#### Gliederung
Zunächst wurde das Corps entsprechend der damaligen Kreiseinteilung in sechs Divisionen eingeteilt und nach der Kreisreform entsprechend in vier Divisionen zusammengefasst.
1869 wurden die bisherigen Divisionen in Distrikte umbenannt, die ihrerseits in Bezirkskommandos unterteilt wurden.
- I. Distrikt mit Sitz in Konstanz
- II. Distrikt mit Sitz in Freiburg
- III. Distrikt mit Sitz in Karlsruhe
- IV. Distrikt mit Sitz in Mannheim

Die Kommandanten der Distrikte unterstanden dem Korpskommandeur in Karlsruhe. Die Bezirke wurden von Oberwachtmeistern geführt. Gendarmen und Wachtmeister waren spätestens 1914, Hilfsbeamte der Staatsanwaltschaft.

### Uniformierung, Bewaffnung, Ausrüstung

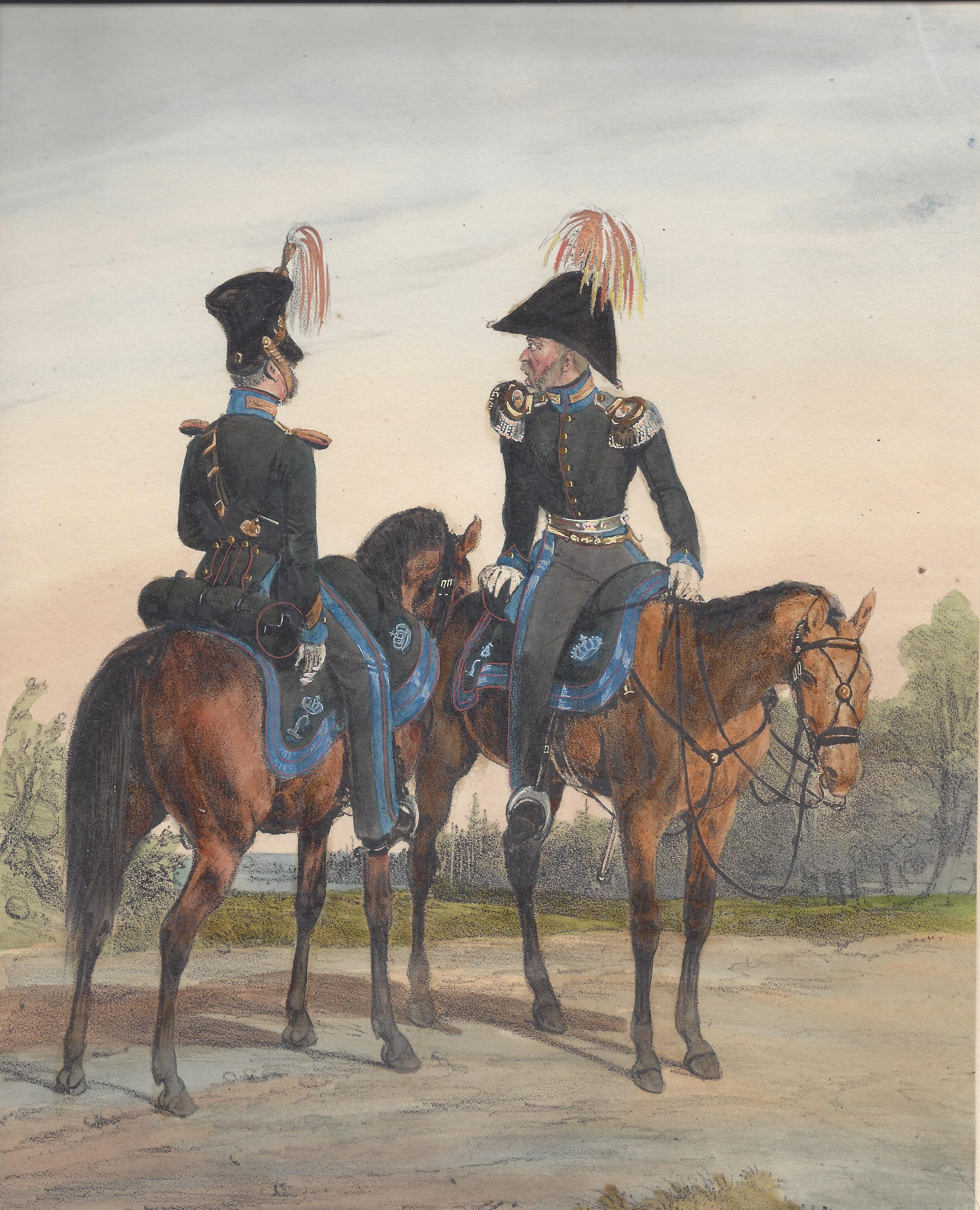
Baden Eckert Gendarmerie

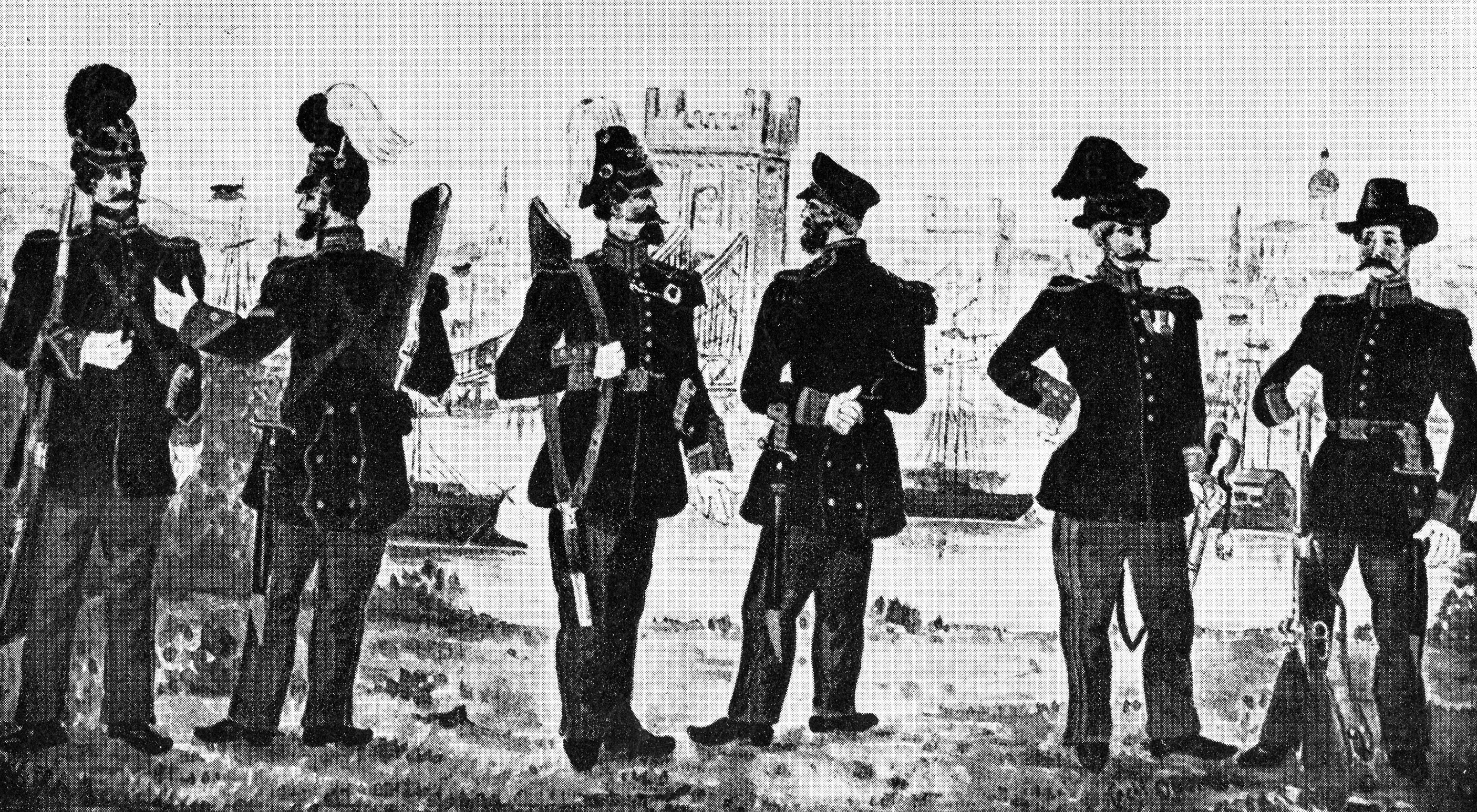
Gendarmen der Großherzoglich Badischen Gendarmerie in der Uniformierung von 1847 bis 1863

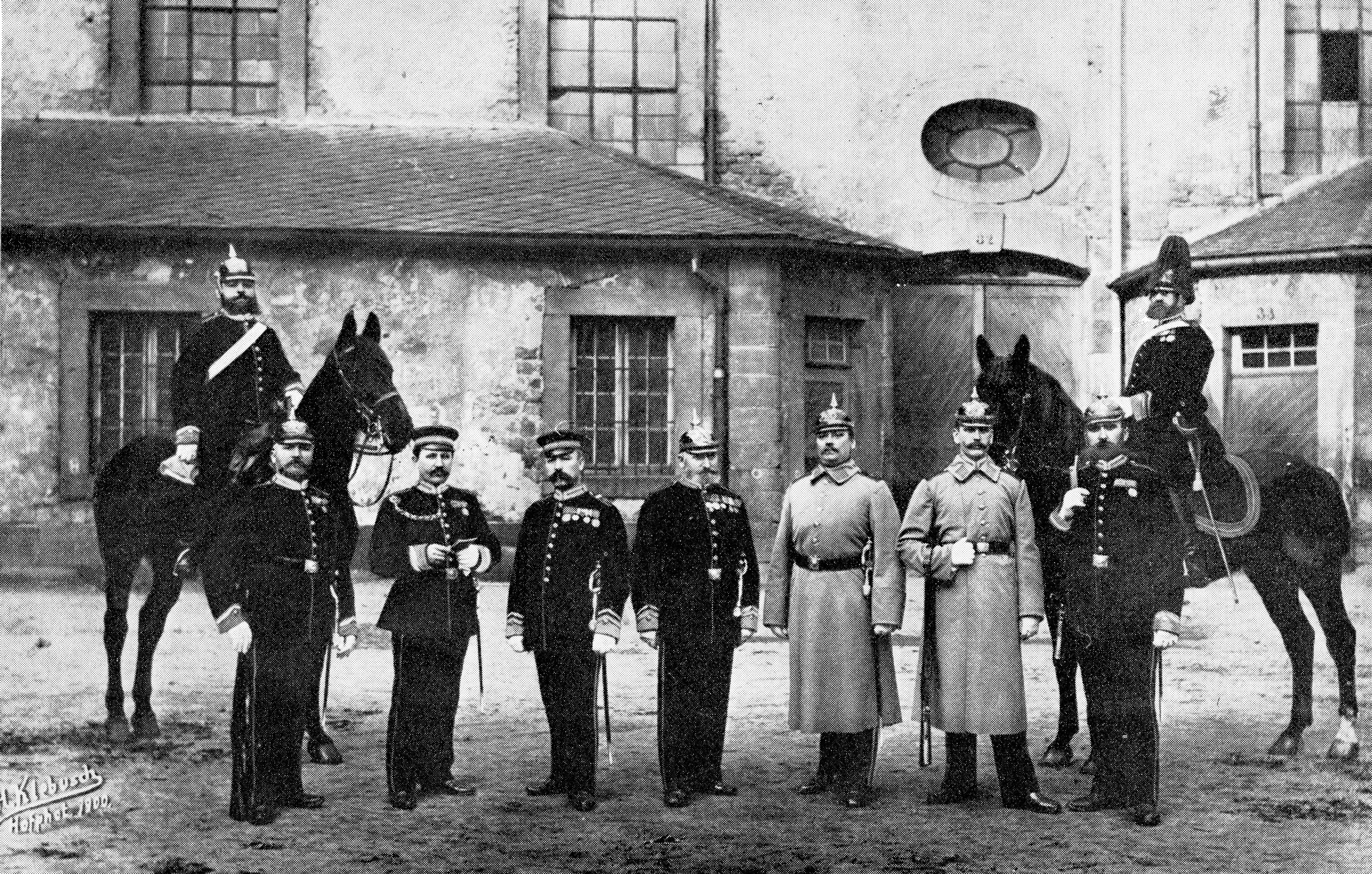
Gendarmen der Großherzoglich Badischen Gendarmerie 1899

Die Uniformierung war an die der preußischen Landgendarmerie angelehnt. Zu einem grünen Uniformrock, der allerdings einen wesentlich dunkleren Farbton (so genanntes Russischgrün) aufwies als der preußische Gendarmerierock, wurden graue Hosen mit blauen Streifen getragen. Hinzu kamen schwarze Fußgamaschen und für die Gendarmen ein Tschako mit weißem Haarbusch, für die Offiziere ein Zweispitz. Der Tschako wurde offenbar in den 1840er Jahren durch einen Helm ersetzt. 1869 wurde nach preußischem Vorbild die so genannte Pickelhaube eingeführt, sowie ebenfalls nach preußischem Vorbild, blauschwarze Hosen. Sowohl auf dem Tschako als auch dem Helm wurde als Hoheitsabzeichen der Badische Greif getragen. Zwischen 1863 und 1869 wurde offenbar ein breitkrempiger Hut getragen (siehe Uniformtafel). Vermutlich spätestens ab 1869 wurde auch eine Schirmmütze eingeführt. Durch die Uniformierung unterschied sich das Korps eindeutig vom badischen Militär. Zwar war der Uniformschnitt offenbar immer identisch, doch waren badischen Truppen wie die Preußische Armee grundsätzlich blau uniformiert mit Ausnahme der Dragoner (hellblau).
Die Bewaffnung der Gendarmen bestand anfänglich aus einem Perkussionsgewehr, einer Pistole und einem Säbel. Der Säbel wurde später durch einen Yatagan ersetzt, dieser wiederum in den 1870er Jahren durch einen Offiziersdegen. Die Gewehre wurden in den 1880er Jahren durch Karabiner ersetzt.
Wie viele der Gendarmen beritten waren, ist unbekannt. Sicher ist nur, dass 1890 eigens eine berittene Abteilung eingerichtet wurde. Soweit bekannt, war dies eine badische Besonderheit, da in anderen deutschen Gendarmerien die Gendarmen entweder zu Fuß oder zu Pferd Dienst versahen, jedoch nicht in einer besonderen Formation.
Wie in anderen deutschen Gendarmerien auch wurde in Baden durch eine Bestimmung vom 26. April 1917 eine feldgraue Uniform eingeführt, die der Uniformierung der Preußischen Armee entsprach. Der Waffenrock und die sogenannte Bluse M 1915 waren feldgrau, die Hosen grau. Ob, und wenn, inwieweit, diese Regelung jedoch bis Ende des Ersten Weltkriegs umgesetzt wurde, ist unbekannt. Sie wurde definitiv durch die Gründung der Badischen Republik beendet, als 1920 der militärische Status der Gendarmerie abgeschafft wurde und die Gendarmen den Status von Landesbeamten erhielten (siehe unten).
Für die Ausrüstung und Bewaffnung der Gendarmerie war zwar bis zur Militärkonvention von 1870 das badische Kriegsministerium zuständig, doch die Abrechnung erfolgte immer über den Etat des Innenministeriums, das auch für die Verwendung des Korps zuständig war.
Während der Badischen Revolution bzw. der Reichsverfassungskampagne 1848/49, die in Baden bzw. in ganz Südwestdeutschland eine wesentlich größere demokratische Dynamik aufwies als in anderen Teilen des Deutschen Bundes stand das Gendarmeriekorps zeitweilig kurz vor seiner Auflösung, weil es von den Revolutionären als monarchistisches Herrschaftsinstrument angesehen wurde. Zeitweilig kam zumindest regional der Dienst völlig zum Erliegen bzw. die Gendarmen verhielten sich, auch auf Anweisung des Korpskommandos, passiv. Nach dem Ende der Revolution wurde das Korps, wie auch die Armee selbst, mit preußischer Unterstützung reorganisiert.

### Besoldung um 1884
Über die Besoldung der badischen Gendarmerie ist wenig bekannt. Aus dem Jahr 1884 ist eine Besoldungsliste mit den Jahresgehältern erhalten geblieben:
- Oberwachtmeister: 1500 Mark
- Wachtmeister 1. Klasse: 1150 M
- Wachtmeister 2. Klasse: 1050 M
- Gendarm 1. Klasse: 950 M
- Gendarm 2. Klasse: 875 M
- Gendarm 3. Klasse: 800 M

Quelle: „150 Jahre“, S. 39.

### Gendarmerieschule ab 1908
Am 1. Oktober 1908 wurde am Sitz des Korpskommandos in Karlsruhe in der Rüppurerstraße 31 vermutlich nach preußischem Vorbild (siehe dort) die Gendarmerieschule eingerichtet, um die bisher dezentral ausgeübte Beschulung der Gendarmerieanwärter zu zentralisieren. Sie hatte bisher in den vier Distrikten Konstanz, Freiburg, Karlsruhe und Mannheim unter der Leitung von so genannten Lehrwachtmeistern stattgefunden.
Der so genannte Lehrkurs dauerte dreieinhalb Monate von einer insgesamt sechs Monate umfassenden Ausbildungszeit. Erster Schulleiter war Major Stemmermann, der auch einige Fächer unterrichtete. Zivillehrer war der Oberlehrer Fischer der Städtischen Schule Karlsruhe. Für den Unterricht der Rechtsfächer war ein Großherzoglicher Staatsanwalt vorgesehen, dessen Name jedoch bei der Aufnahme des Schulbetriebs noch nicht feststand. Für die praktische Polizeiausbildung war ein Lehrwachtmeister vorgesehen.

## Umstrukturierung 1918/19. Von der Landespolizeitruppe zur Badischen Gendarmerie
Im Zuge der Novemberrevolution 1918 wurde die Gendarmerie kurzfristig aufgelöst und in die Landespolizeitruppe umgewandelt. Die Gendarmen trugen nun kurzfristig die Bezeichnung Landesschutzmann. Wichtigstes Merkmal der Umstrukturierung war die (kurzfristige) Abschaffung des Militärstatus, wodurch der Kombattantenstatus entfiel. Im April 1919 wurde die Truppe als Badische Gendarmerie wieder begründet. Chef der Gendarmerie war zu diesem Zeitpunkt der ehemalige Staatsanwalt und nunmehrige Gendarmerie-Oberst Hermann Kuenzer als Kommandeur der Badischen Landespolizeitruppe. Die militärische Gerichtsbarkeit bestand bis zum 17. August 1920. Ab diesem Zeitpunkt besaßen die Offiziere und Gendarmeriebeamten auch das Wahlrecht.
1921 wurden die Dienstgradbezeichnungen teilweise geändert. Eine einschneidende Veränderung brachte das Polizeigesetz vom Juni 1923, das das Gesetz von 1831 (siehe oben) ersetzte. Das Korpskommando und die Distriktskommandos wurden aufgehoben und in das Innenministerium integriert, womit die doppelte Unterstellung der Gendarmen unter militärische und zivile Vorgesetzte entfiel. Die Uniformierung entsprach – abgesehen von der Änderung des großherzoglichen Hoheitsabzeichens – weitgehend der des alten Korps.

## Kommandanten
- 1829–1839 Karl Ludwig von Beust.[6]
- 1839–1859 Gustav Heinrich Friedrich von Renz[7]
- 1859–1869 Heinrich von Renz[8]
- 1869–1875 Heinrich Ludwig Delorme[9][10]
- 1875–1891 Otto Stölzel[11]
- 1891–1897 Berthold Gemehl
- 1897–1900 Heinrich Schmidt[12][13]
- 1901–1905 Alfred Wolff[14][15]
- 1905–1919 August Anheuser[16][17]

## Erinnerungskultur
Anlässlich des 150. Jahrestages der Gründung des Korps fand am 1. Dezember 1979 ein von der Gewerkschaft der Polizei, Landesbezirk Baden-Württemberg, ausgerichteter Festakt im Rathaus von Merzhausen statt.

### Rechtliche Grundlagen
- Verordnung. Die Vereinigung des Aufsichts-Personals in Policey- , Zoll- und Accis-Sachen, sodann das Aufsichts-Personal in directen und indirecten Steuersachen betreffend vom 3. Februar 1812. In: Großherzoglich Badisches Staats– und Regierungsblatt Nr. VI. vom 5. Februar 1812, S. 27–34
- Großherzogliches Edict zur Errichtung eines Gendarmerie-Corps vom 3. Oktober 1829. In: Großherzoglich Badisches Staats– und Regierungs–Blatt Nr. XX. vom 13. Oktober 1829, S. 149–163
- Instruction zum Edict zur Errichtung eines Gendarmerie-Corps vom 25. November 1829. In: Großherzoglich Badisches Staats– und Regierungs–Blatt Nr. XXIII. vom 3. Dezember 1829, S. 179–222
- Gesetz über die Gendarmerie vom 31. Dezember 1831. In: Großherzoglich Badisches Staats– und Regierungs–Blatt Nr. III. vom 19. Januar 1832, S. 46–54
- Dienst-Instruction für das Gendarmerie-Corps vom 16. August 1832. In: Großherzoglich Badisches Staats– und Regierungs–Blatt Nr. LIII. vom 25. September 1832, S. 415–436